# Peñaflor (Grado)
Peñaflor  ist ein Ort und eine Parroquia in der Gemeinde Grado in der Autonomen Gemeinschaft Asturien. Verwaltungssitz der Gemeinde ist das 2,7 km entfernte Grado.

## Geographie
Die Parroquia mit 261 Einwohnern (Stand 2011) liegt auf 51 m über NN am Río Nalón und ist Station am ursprünglichen Jakobsweg, dem Camino Primitivo. Angenehm milde, aber auch feuchte Sommer wechseln mit ebenfalls milden Wintern.
Der Ort Peñaflor ist ein Straßendorf. Zur Parroquia gehören die folgenden Dörfer und  Weiler:
- Anzo 49 Einwohner (2011) 43° 23′ 52″ N, 6° 1′ 52″ W
- Peñaflor 139 Einwohner (2011)
- Sestiello 38 Einwohner (2011)
- Vega de Anzo 35 Einwohner (2011) 43° 23′ 25″ N, 6° 0′ 53″ W

## Feste
Das Pfarrfest wird jeweils am 1. Sonntag im August gefeiert.

## Sehenswürdigkeiten
- Romanische Pfarrkirche San Juan[1]
- mehrere Maisspeicher (Horreos) in der Nachbarschaft der Kirche